# Gian Luigi Polidoro
Gian Luigi Polidoro (* 4. Februar 1928 in Bassano del Grappa, Venetien; † 5. September 2000 in Rom) war ein italienischer Filmregisseur, Drehbuchautor und Schauspieler. Der größte Erfolg des Komödienspezialisten und früheren Dokumentarfilmers war der Spielfilm Amore in Stockholm (1963), der mit dem Goldenen Bären der Internationalen Filmfestspiele von Berlin prämiert wurde.

## Leben

### Beginn als Dokumentarfilmer und erfolgreicher Wechsel zum Spielfilm
Gian Luigi Polidoro wurde 1928 (anderen Angaben zufolge 1927) in eine wohlhabende norditalienische Familie hineingeboren, die unter anderem über einen Palazzo mit wertvollen Gemälden verfügte. Sein Filmstudium schloss der Schüler und spätere Regieassistent des Filmemachers Francesco Pasinetti 1948 am staatlichen Centro Sperimentale di Cinematografia in Rom ab. In den 1950er-Jahren widmete sich Polidoro ersten eigenen Kurzfilmenprojekten, für die er auch das Drehbuch verfasste und den Schnitt besorgte. Vom Neorealismus beeinflusst, widmete er sich zu Beginn seiner Karriere ethnografischen Filmstudien über sein Heimatland. Ein erster Erfolg war der Dokumentar-Kurzfilm La corsa delle roche (1956), der Polidoro beim Internationalen Filmfestival von Cannes ex aequo mit dem belgischen Beitrag Nadre modeste gretry von Lucien Deroisy einen Preis einbrachte.
1958 übersiedelte Polidoro nach New York, um für den Filmdienst der Vereinten Nationen (UN) ethnographische Dokumentarfilme zu inszenieren. Nachdem er 1959 für den Kurzfilm Paese d’America den italienischen Filmpreis Nastro d’Argento erhalten hatte, folgte unter anderem eine Zusammenarbeit mit dem Briten Thorold Dickinson an dem zehnminütigen Dokumentarfilm Oeuverture (Oscar-Nominierung 1959) sowie am 90-minütigen Dokumentarfilm Macht und Menschen (1959). Die letztgenannte UN-Produktion, die die Hilfe für unterentwickelte Länder und Forschungsarbeiten im Dienste der Menschheit zum Thema hat, zeigt den Aufbau eines im Zweiten Weltkrieg untergangenen Dorfes bei Montecassino, die Einführung von Landwirtschaftsmethoden in Haiti und Kanada sowie die Arbeit in einem international geführten Atomkraftwerk in Norwegen. Macht und Menschen, für die Dickinson und Polidoro den bekannten Schauspieler Laurence Harvey als Erzähler gewinnen konnten, erhielt unter anderem eine Einladung in den Wettbewerb der Internationalen Filmfestspiele Berlin. Für die Vereinten Nationen führte Polidoro in den folgenden Jahren an insgesamt ca. 60 Kurzfilmen Regie, für die er die ganze Welt bereiste.
Nach seiner Arbeit für die UN wandte sich Polidoro Anfang der 1960er-Jahre dem Spielfilm zu und sollte sich vorrangig als Komödienregisseur einen Namen machen. Sein Debüt gab er mit dem italienischen Lustspiel Die Schwedinnen (1960) mit Franco Fabrizi in einer der Hauptrollen. Polidoros Inszenierung um drei heißblütige Italiener, die Liebesabenteuer im kühlen Schweden erleben, wurde vom bundesdeutschen film-dienst als „stilistisch nicht bewältigt“ sowie trotz einiger amüsanter Episoden als „bruchstückhaft, zusammenhanglos, unvollendet“ rezipiert. Nach der De-Laurentiis-Komödie Hong Kong, un addio mit Gary Merrill (1963) folgte der internationale Durchbruch für Polidoro mit Amore in Stockholm (1963), erneut ein Lustspiel um einen Italiener (dargestellt von Alberto Sordi), der erfolglos sein Liebesglück in Schweden sucht. Das anmutige „Leinwandbilderbuch der Völkerpsychologie über Freiheit und Grenze in der Beziehung der Geschlechter“ wurde in den Wettbewerb der 13. Internationalen Filmfestspielen nach Berlin eingeladen und teilte sich am Ende zu Polidoros eigener Überraschung den Hauptpreis mit dem japanischen Beitrag Bushido – Sie lieben und sie töten von Tadashi Imai. Zwar urteilte die deutsche Fachkritik nachfolgend, dass der Sieg für die „lockere Fabel“ zu hochgegriffen sei, lobte aber die bemerkenswerte Sicherheit der Regie sowie die Leistung von Hauptdarsteller Sordi, der ein Jahr später mit einem Golden Globe Award geehrt wurde.

### Juristischer Streit mit Federico Fellini und Ausklang der Karriere
An den Erfolg von Amore in Stockholm konnte Polidoro im Verlauf seiner Karriere nicht mehr anknüpfen. Obwohl er sich weiterhin mit Leichtigkeit und Eleganz im Komödienfach bewegen sollte, fehlten seinen späteren Werken die nötige Schärfe und Tiefe. 1965 folgte die Regie an der mit Ugo Tognazzi, Marina Vlady, Rhonda Fleming und Juliet Prowse international besetzten Kinoproduktion Schlüsselparty in Texas, die von den amourösen Abenteuern eines italienischen Dolmetschers in New York berichtet, der mit einer eingefädelten Heirat die US-amerikanische Nationalität erlangen möchte. Laut der zeitgenössischen Kritik des film-diensts schilderte Polidoro das Zusammentreffen zwischen „orthodox-braver italienischer Lebensart und Moral mit dem freizügigen 'American Way of Life' in all seinen Schattierungen“, jedoch sei das satirische Pulver in der zweiten Hälfte verschossen. Schlüsselparty in Texas präsentierte sich ab da „nur noch als gepflegte Langeweile“, ohne „genauere Zeichnung des soziologischen Hintergrunds“. Zu einer juristischen Auseinandersetzung führte Polidoros nächstes Projekt Die Degenerierten (1969), der auf Titus Petronius’ („Arbiter“) antiken satirischen Roman Satyricon basiert. Zur selben Zeit bereitete sein bekannterer Landsmann Federico Fellini eine eigene aufwendige Verfilmung des Stoffes unter dem Titel Fellinis Satyricon vor. Polidoros Produzent Alfredo Bini klagte daraufhin international beachtet die Erstverwertung erfolgreich vor einem italienischen Gericht ein und der Film wurde mit einem sehr viel kleineren Budget (2,6 Mio. DM im Vergleich zur 16 Mio. DM teuren Fellini-Produktion) vor Fellinis Werk in die italienischen Kinos gebracht. In bundesdeutschen Kinos gelangte Die Degenerierten erst knapp zwei Jahre nach Fellinis Satyricon, wo Polidoros Werk dem Vergleich bei weitem nicht standhielt und als geschmackloses „Schundfilmchen“, als „Vulgärausgabe des Sittenbildes des Petronius, ohne Sinngebung, ohne Zeitbezug, ohne kritische Kraft.“ bewertet wurde.
Nach dem juristischen Streit mit Fellini drehte Polidoro 1974 noch zwei Spielfilme in Italien (Fischia il sesso und Permettete, signora, che ami vostra figlia) ab und übersiedelte 1977 wieder nach New York, wo er ein luxuriöses Appartement im Olympic Tower bezog. In den Vereinigten Staaten entstand unter anderem die Komödie Rent Control (1984) mit Brent Spiner als aufstrebenden TV-Drehbuchautor, dessen Wohnungssuche für seine Familie in einem Chaos endet. 1985 kehrte Polidoro nach Italien zurück. In Italien inszenierte er die Komödie Sottozero (1987) sowie gemeinsam mit Michel Berny in Frankreich C’est quoi ce petit boulot? mit Marlène Jobert und Jean-Claude Brialy. Letztgenannte Produktion, ursprünglich als Spielfilm konzipiert, wurde später als Fernsehmehrteiler vermarktet. Seinen letzten Spielfilm, die Komödie Hitler’s Strawberries über einen jüdischen Jungen, der sich bei einer orthodoxen Hochzeit als Adolf Hitler verkleidet, stellte Polidoro 1998 fertig.
Gian Luigi Polidoro war dreimal verheiratet und Vater eines Sohns und zweier Töchter. Er war eng mit dem italienischen Drehbuchautor Rudolfo Sonega befreundet, dessen Skripte er mehrfach verfilmte. Neben der Arbeit als Regisseur und Drehbuchautor trat Polidoro auch sporadisch als Schauspieler im italienischen Kino in Erscheinung. Unter anderem spielte er kleine Rollen in den Werken seiner Landsleute Mario Monicelli (Man nannte es den großen Krieg, 1959), Marco Ferreri (Die Bienenkönigin, 1963) oder Luigi Compi und Mario Russo (Immer Ärger mit den Lümmeln, 1966).
Im Jahr 2000 trug Polidoro bei der Kollision seines Maserati-Sportwagens mit einem Baum außerhalb von Venedig schwere Verletzungen davon und fiel daraufhin ins Koma. Er starb ein paar Monate später in Rom an den Folgen des Verkehrsunfalls.

## Filmografie

### Regie
- 1956: La corsa della Rocca (Dokumentar-Kurzfilm)
- 1958: Oeuverture (Dokumentar-Kurzfilm)
- 1959: Paese d’America (Kurzfilm) (auch Drehbuch)
- 1959: Macht und Menschen (Power Among Men) (Dokumentarfilm)
- 1960: Die Schwedinnen (La svedesi) (auch Drehbuch)
- 1963: Hong Kong: un addio (auch Drehbuch)
- 1963: Amore in Stockholm (Il diavolo)
- 1965: Schlüsselparty in Texas (Una moglie americana) (auch Drehbuch)
- 1965: Thrilling (Episode „Sadik“)
- 1968: La moglie giapponese
- 1969: Die Degenerierten (Satyricon)
- 1974: Fischia il sesso (auch Drehbuch)
- 1974: Permettete signora che ami vostra figlia (auch Drehbuch)
- 1984: Rent Control
- 1987: Sottozero
- 1991: C’est quoi ce petit boulot? (Fernseh-Mehrteiler)
- 1998: Hitler’s Strawberries

### Schauspieler
- 1959: Man nannte es den großen Krieg (La grande guerra)
- 1963: Die Bienenkönigin (Una storia moderna – l’ape regina)
- 1965: Wie verkaufe ich meine Frau? (Oggi, domani, dopodomani, Episode: L’uomo dei 5 palloni)
- 1967: Immer Ärger mit den Lümmeln (Top Crack)
- 1970: FBI – Francesco Bertolazzi investigatore (Fernsehserie, Folge: Il ritorno di Ulisse)

## Auszeichnungen
- 1956: Preis der Filmfestspiele von Cannes für La corsa delle roche (Bester Dokumentar-Kurzfilm)
- 1959: Nastro d’Argento für Paese d’America (Bester Kurzfilm)
- 1963: Goldener Bär der Internationalen Filmfestspiele Berlin für Amore in Stockholm